# Loop de loop
Loop de loop is een verbastering van het kinderliedje Looby Loo, dat in de jaren zestig veelvuldig werd gecoverd.
Joey Dong en Teddy Vann verzorgden toen een arrangement, dat weer bewerkt werd door diverse artiesten. Onder leiding van muziekproducent (en dus schrijver) Teddy Vann nam Johnny Thunder, toen nog Gil Hamilton, het op. Het is dan 1962. Het plaatje verkoopt zeer goed in de Verenigde Staten. Het haalde de vierde plaats in de Billboard Hot 100. Vlak daarna verscheen op de Verenigd Koninkrijk een Britse versie van Frankie Vaughan, die aldaar 21 weken genoteerd stond met als hoogste positie de vijfde plaats (januari 1963). In april 1963 wist de versie van Johnny Thunder de Nederlandse en Belgische (officieuze) hitparades te bereiken. Toen kwam Artone Grammofoonplaten met een versie van Bobby Rydell op de proppen via Cameo Parkway.
Nadien verschenen er nog versies van bijvoorbeeld The Liverbirds en Harry Nilsson, maar die konden eerder genoemde successen niet evenaren.

## NPO Radio 2 Top 2000
Loop de loop (Bobby Rydell) stond alleen in 2000 in de NPO Radio 2 Top 2000, op plek 1973.